# دسپوینا
دسپوینا (یونانی: Δέσποινα) در اسطوره‌شناسی یونان الهه‌ای بود که اسرار الئوسینی در یونان باستان به عنوان دختر دمتر و پوزئیدون و خواهر آریون پرستش می‌شد.